# Athanasios
Athanasios eller Athanasius, även Athanasios den store, född 298, död 2 maj 373, var biskop av Alexandria, och räknas som kyrkofader och kyrkolärare. Han vördas som helgon inom Romersk-katolska kyrkan med festdag 2 maj.
På konciliet i Nicaea 325 vände sig Athanasios mot Arius, och som biskop av Alexandria kämpade han hela sitt liv för Faderns och Sonens gudomliga väsenslikhet gentemot arianismen. Arianskt sinnade romerska kejsare landsförvisade honom flera gånger. I kristologins historia intar Athanasios en framträdande plats, och räknas näst Origenes som den mest inflytelserika av de grekiska kyrkofäderna.
Den så kallade athanasianska trosbekännelsen är inte formulerad av Athanasios, utan är en latinsk bekännelse från 500-talets Gallien.

## Biografi
Athanasios liv och verksamhet är på det närmaste förbundna med kampen mot arianismen. Under den stora upplösningen i de kristologiska debatternas och den arianska intrigens tid var han den biblisk-nicenska rättrogenhetens främste bärare och ådagalade såväl i tal och skrift som genom sin okuvliga ståndaktighet under en femtioårig kamp och inte mindre än fem landsförvisningar sin hängivenhet för kyrkans tro gentemot den av statsmakt och folkopinion protegerade heresin.
Athanasios var alexandrinare och föddes troligen år 293. Den diokletianska förföljelsens väckande och rensande inverkan på det kristna församlingslivet inföll under hans barndom, och han ägnade tidigt sitt liv åt kyrkans tjänst, var sex år anagnost och från 319 diakon. Från denna diakonatstid härleder sig hans båda skrifter Mot grekerna och Om ordets vardande till kött, i vilka han apologetiskt sökte värna om kristendomens sanningsvärde gentemot judendom och hednisk polyteism.
Efter arianska stridens utbrott följde Athanasios sin biskop Alexander av Alexandria som privatsekreterare till mötet i Nicea 325, där han med flammande övertygelse och skarp bevisning bearbetade opinionen och bland de till dels föga djupblickande biskoparna fullmyndigt uttryckte kyrkans ännu inte symbolbundna kristologiska medvetande. Vid Alexanders död blev han dennes efterträdare som biskop i Alexandria 326.
Hans avvisande hållning i den meletianska schismen och framför allt hans antiarianska politik skaffade honom fiender för livet, vilka med alla medel arbetade för att oskadliggöra honom, och därför betecknas nästan varje höjning i den arianska maktsfären med en ny landsförvisning av Athanasios. Sedan han frånsagt sig varje medverkan till Arius återupptagande i kyrkan, kringspanns han med ett nät av bevisligen falska beskyllningar för bedräglig ämbetsförvaltning och politisk konspiration. Ehuru om han till fullo rättfärdigade sig, exkommunicerades han på synoden i Tyros 335, där meletianerna anklagade och eusebianerna dömde, och landsförvisades av kejsaren med förevändningen att han utgjorde huvudhindret för den kyrkliga enheten.
Han återvände under Konstantins söner (november 337). Från den närmast följande tiden härleder sig hans stora dogmatiska huvudverk, Orationes IV contra arianos, vari han med kritik av arianismens abstrakt dialektiska spekulation söker det kristna tänkandets grundval i Kristi frälsningshistoriska betydelse och med ingående bibelbevisning behandlar Sonens väsensenhet med, och personliga åtskillnad från, Fadern (homoousios).

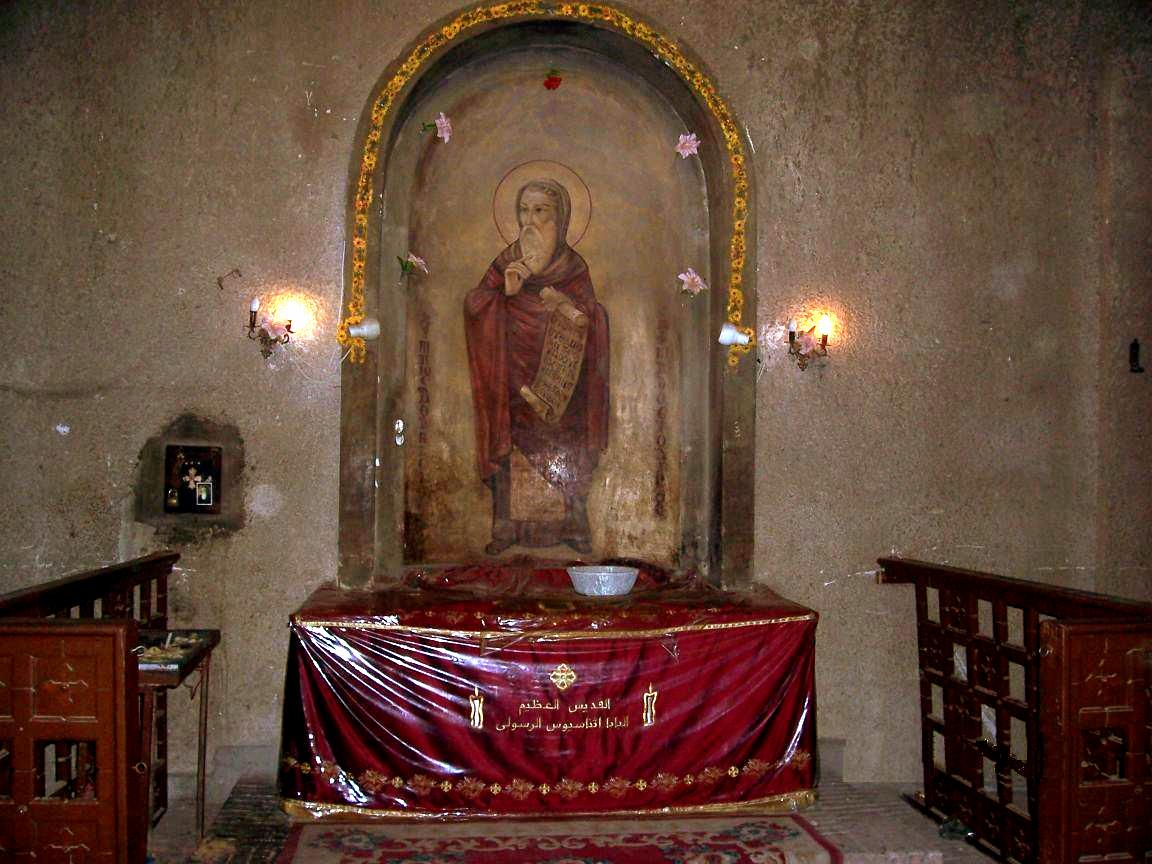
Athanasios grav i Koptiska katedralen i Kairo.

I mars 339 måste Athanasios, på grund av nya förföljelser rädda sitt liv genom att fly, medan Constantius II med maktspråk insatte en arian på hans biskopsstol. Han uppehöll sig nu länge hos biskop Julius I i Rom, där han bidrog att rikta västerlandets uppmärksamhet på munkväsendet. På synoderna i Rom 340 och Sardica 333 eller 334 förklarades Athanasios som rättmätig innehavare av biskopsstolen i Alexandria, som då innehades av kappadociern Gregorius, och efter dennes död 345 återinträdde Athanasios i ämbetet oktober 346.
Under 10 år fick Athanasios nu ägna sig åt sitt stift, och närmast till denna tid hör hans redan förut framgångsrikt bedrivna strävan att närmare förbinda munkväsendet med kyrkan genom att ordinera munkar till prästerliga ämbeten. Egyptens munkar lyssnade till honom som till en kristen heros, och i deras hängivenhet ägde han ett säkert fäste under sina stora kyrkliga strider.
Av egen personlig böjelse förde han också en askets liv och utformade i sin levernesbeskrivning över den helige Antonius, med vilken han stod i vänskapsförbindelse, idealbilden av en helig världsavsöndring. Intill vår tid har också denna helgonbiografiernas grundkodex eldat skaror till hänförelse för självövervinnelsens och helighetens mysterium. Avsatt på två arianska synoder 353 och 355 stannade Athanasios i Alexandria, tills han i februari 356 måste fly från ett överfall under pågående gudstjänst, och uppehöll sig bland Egyptens munkar intill kejsar Julianus tronbestigning 362.
Från sitt gömställe i de nitriska bergen lät han skicka ut flera verk som ingrep i de arianska striderna, såsom apologien för sin egen flykt och apologien till Konstantins med skildring av nicenarnas lidanden, vidare sändebrevet om synoderna och de dogmatiskt tongivande breven till Serapion, vilka mot macedonianer och apollinarister framhåller Andens homousi.
På de få månader Athanasios år 362 fick utöva sitt ämbete i Alexandria höll han en av de mest betydande synoder under den arianska konflikten. Härifrån daterar sig återupplivandet av det undanskjutna nicenum och det konsekventa hävdandet av den Helige andes samordnande med Fadern och Sonen, varjämte synoden gjorde gällande den av apollinaristerna förnekade fullständigheten av Kristi mänskliga natur.
I sin fjärde exil (oktober 362-september 363) blev han av Julianus fördriven såsom gudarnas fiende, men fick av Jovianus tillstånd att återvända. Den sista exilen (från oktober 365) varade blott 4 månader, eftersom kejsar Valens såg sig nödgad att ge efter för folkopinionen i Alexandria, som fordrade att återfå sin vördade och av martyriets glans omgivne biskop. I ro kunde Athanasios nu gå döden till mötes - han avled 2 maj 373 - sedan den av honom oförsonligt bekämpade arianismen visade tecken till att upplösas och förtvina.
Efter hans bortgång efterträddes han av Petrus II av Alexandria.

## Skrifter
Utom redan nämnda skrifter har Athanasios författat ett stort antal festbrev (ett slags korta herdabrev före påsken och 40 dagars fastan) och encykliska skrivelser, ett digert exegetiskt fragment över Psaltaren samt flera dogmatiska och historisk-polemiska skrifter, vilka alla är omedelbart sammanknutna med hans teologiska och kyrkliga konflikter och därför, ehuru dogmatiskt betydelsefulla, snarare uppbäras av ett praktiskt än vetenskapligt intresse.
För Bibelkanon avgränsade Athanasios, i påskbrevet år 367,  vilka verk som är kanoniska i Nya Testamentet. I ett annat verk använder han ordet "kanonisk", vilket han är en av de första att göra. Genom den vida auktoritet som Athanasios ägde, kom den nytestamentliga kanon att accepteras av de allra flesta församlingar från och med påskbrevet.
Hans skrifter Mot hedningarna och Om inkarnationen utkom i samma volym 2006 i svensk översättning av Olof Andrén och med inledning av Folke T. Olofsson. Athanasios Tre tal mot arianerna utkom 2017 i översättning av Olof Andrén.